# Glicolaldehído
El glicolaldehído (HOCH2-CH=O) es la molécula más pequeña posible que contiene tanto un grupo aldehído y un grupo hidroxilo. Es la única diosa posible, un monosacárido de dos átomos de carbono, aunque una diosa no es estrictamente un sacárido. Aunque se le ha considerado como el azúcar más simple, no es un azúcar verdadero, pero es la más simple molécula relacionada al azúcar. Existe en estado sólido como un dímero, con un punto de fusión de 85 °C pero existe como un monómero en disolución acuosa, en la cual forma un hidrato estable.

## Formación
El glicolaldehído es un intermediario en la reacción de la formosa. Se forma a partir de muchos precursores, incluyendo el aminoácido glicina. Puede formarse por la acción de la cetolasa sobre la fructosa-1,6-bisfosfato en una ruta alternativa de glicólisis. Este compuesto es transferido por el pirofosfato de tiamina durante la ruta de la pentosa fosfato.
En el metabolismo de la purina, la xantina es convertida primeramente a un urato. Este es convertido a 5-hidroxiisourato, el cual se descarboxila a alantoína y ácido alantoico. Después de hidrolizar una urea, esto deja un glicolureato. Después de hidrolizar la segunda urea, queda el glicolaldehído. Dos moléculas de glicolaldehído se condensan para formar eritrosa 4-fosfato, lo que lleva al fosfato de pentosa de nuevo.

## En el espacio
El glicolaldehído ha sido identificado en gas y polvo cerca del centro de la Vía Láctea, en una región formadora de estrellas a 26000 años luz de la Tierra, y alrededor de una estrella binaria protoestelar, IRAS 16293-2422, a 400 años luz de la Tierra. La observación del espectro en caída del glicolaldehído a 60 UA desde IRAS 16293-2422 sugiere que moléculas orgánicas complejas pueden formarse en sistemas estelares previos a la formación de planetas, llegando finalmente a planetas jóvenes al comienzo de su formación.
De hecho, también se ha detectado en el cometa Lovejoy